# 勇曲
勇曲，位于中华人民共和国西藏自治区昌都市察雅县北部的一条河流，是瀾滄江支流麦曲的右岸支流。上游称卡曲，发源于扩达乡以北，蜿蜒向南流经俄达村、扩达乡政府驻地、多桑村、都达村、果巴村、宗多村、岗卡村、列尼村和伍巴村等地，最后于伍巴村以南约7千米处汇入麦曲。河长63千米，流域面积693平方千米，落差1390米。勇曲上游地势开阔，水草丰美，牧业兴旺；下游河谷地带有农田分布，主要种植青稞。